# Jillian Evans
Jillian Evans (født 8. maj 1959) er siden 2009 britisk medlem af Europa-Parlamentet, valgt for Plaid Cymru (indgår i parlamentsgruppen G-EFA).